# هوغسون (كاليفورنيا)
هوغسون (بالإنجليزية: Hughson )‏ هي إحدى مدن مقاطعة ستانيسلاوس، كاليفورنيا. تم إعطاءها لقب مدينة في 9 ديسمبر، 1972.